# Lathys
Lathys là một chi nhện trong họ Dictynidae.